# 角裂悬钩子
角裂悬钩子（学名：Rubus lobophyllus）是蔷薇科悬钩子属的植物，为中国的特有植物。分布在中国大陆的广东、云南、湖南、贵州、广西等地，生长于海拔500米至2,100米的地区，多生长在山谷、水沟边和山坡阴处疏密林下，目前尚未由人工引种栽培。